# Kališe, Železniki
Kališe este o localitate din comuna Železniki, Slovenia, cu o populație de 54 de locuitori.